# Chesney Hawkes
Chesney Lee Hawkes (ur. 22 września 1971 w Windsorze) – angielski piosenkarz pop, a także aktor.
Jest przykładem artysty jednego przeboju, zasłynął piosenką "The One And Only", skomponowaną przez Nika Kershawa, która utrzymała się przez pięć tygodni na pierwszym miejscu brytyjskiej listy przebojów.
Jest synem Chipa Hawkesa, basisty rockowej grupy The Tremeloes. Karierę rozpoczął w 1991, gdy zagrał tytułową rolę w filmie Buddy's Song (obok m.in. Rogera Daltreya), z którego pochodzi wkrótce wydany w formie singla jego największy przebój. Chesney Hawkes nie powtórzył debiutanckiego sukcesu. Zajął się tworzeniem piosenek dla innych artystów, m.in. Tricky.

## Dyskografia
Albumy
| The Buddy's Song Soundtrack (wyd. amerykańskie: The One And Only) | - Data: maj 1991 - Wydawca: Chrysalis Records          | 29 | 2 | 25 |
| Get The Picture                                                   | - Data: lipiec 1993 - Wydawca: Chrysalis Records       | —  | — | —  |
| Another Fine Mess                                                 | - Data: kwiecień 2006 - Wydawca: Sargent Poppy Records | —  | — | —  |
| Real Life Love                                                    | - Data: czerwiec 2012 - Wydawca: Sargent Poppy Records | —  | — | —  |
| "—" album nie był notowany.                                       |                                                        |    |   |    |

Single
| "The One And Only"               | 1991 | 10 | 2  | 1  | 4  | —  | The Buddy's Song Soundtrack |
| "I'm A Man Not A Boy"            | 1991 | —  | 32 | —  | 28 | —  | The Buddy's Song Soundtrack |
| "Secrets Of The Heart"           | 1991 | —  | —  | —  | —  | —  | The Buddy's Song Soundtrack |
| "What's Wrong With This Picture" | 1993 | —  | —  | 29 | —  | 71 | Get The Picture             |
| "Black Or White People"          | 1994 | —  | —  | —  | —  | —  | Get The Picture             |
| "Stay Away Baby Jane"            | 2002 | —  | —  | —  | —  | —  | Another Fine Mess           |
| "Another Fine Mess"              | 2005 | —  | —  | —  | —  | —  | Another Fine Mess           |
| "—" singel nie był notowany.     |      |    |    |    |    |    |                             |